# Issoria ardens
Issoria ardens är en fjärilsart som beskrevs av Jachontov 1911. Issoria ardens ingår i släktet Issoria och familjen praktfjärilar. Inga underarter finns listade i Catalogue of Life.